# خايمي فالديس
خايمي أندرياس فالديز زاباتا (بالإسبانية: Jaime Andrés Valdés Zapata)‏ الشهير باسم خايمي فالديز (مواليد 11 يناير 1981 في سانتياغو - تشيلي) لاعب كرة قدم تشيلياني يلعب حاليا لصالح نادي الدرجة الأولى أتالانتا الإيطالي منذ 2008 في مركز الوسط المهاجم .

## روابط خارجية
- خايمي فالديس على موقع الاتحاد الدولي (مؤرشف)  (الإنجليزية)
- خايمي فالديس على موقع الاتحاد الأوربي (الإنجليزية)
- خايمي فالديس على موقع إي إس بي إن إف سي (الإنجليزية)
- خايمي فالديس على موقع إي إس بي إن إف سي (الإنجليزية)
- خايمي فالديس على موقع قاعدة بيانات كرة القدم.إي يو (الإنجليزية)
- خايمي فالديس على موقع ناشيونال فوتبول تيمز (الإنجليزية)
- خايمي فالديس على موقع Soccerway.com (الإنجليزية)
- خايمي فالديس على موقع عالم كرة القدم.نت (الإنجليزية)
- خايمي فالديس على موقع كووورة
- خايمي فالديس على موقع AS.com (الإسبانية)